# Hydroeciodes cetebu
Hydroeciodes cetebu är en fjärilsart som beskrevs av Dyar 1923. Hydroeciodes cetebu ingår i släktet Hydroeciodes och familjen nattflyn. Inga underarter finns listade i Catalogue of Life.